# 吉村葉子
吉村 葉子（よしむら ようこ、1952年 - ）は、日本のエッセイスト・評論家。

## 人物・来歴
神奈川県藤沢市生まれ。立教大学経済学部卒業。1979年から2000年まで、約20年間をパリで暮らす。生活文化研究家。

## 著書
- 『パリ 街を楽しむガイドとフランス語会話』 (タウン・マニュアル) 駸々堂, 1990.10
- 『男と女パンとワイン』廣済堂出版, 2001.11
- 『こんなにも素敵なパリ』廣済堂出版, 2001.8
- 『お金がなくても平気なフランス人お金があっても不安な日本人』双葉社, 2003.10　のち講談社文庫
- 『結婚しても愛を楽しむフランスの女たち結婚したら愛を忘れる日本の女たち』双葉社, 2004.12 「激しく家庭的なフランス人愛し足りない日本人」 (講談社文庫)
- 『わが子を勝ち組にする「ラ・フォンテーヌの童話」』講談社, 2004.7
- 『恋愛上手なパリジェンヌに学ぶ「愛されるヒント」』講談社, 2005.10
- 『フランス人がお金を使わなくてもエレガントな理由』河出書房新社, 2005.2 「贅沢を味わい質素も楽しむ」三笠書房 (知的生きかた文庫
- 『ラクして得するフランス人まじめで損する日本人』河出書房新社, 2006.2
- 『少しのお金で優雅に生きる方法』双葉社, 2006.9 のち文庫
- 『パリでみつけたお金をかけずに人生を楽しむ方法』(なでしこ文庫) 廣済堂出版, 2008.10
- 『お金をかけずに食を楽しむフランス人お金をかけても満足できない日本人』講談社文庫 2009.8
- 『フランス流お金をかけずに豊かに暮らす方法』中経の文庫 KADOKAWA, 2013.12
- 『フランス人は人生を三分割して味わい尽くす』講談社+α新書 2015.8
- 『年をとってもモテるフランス人 年をとるとモテなくなる日本人』宝島SUGOI文庫 2016.4
- 『人生後半をもっと愉しむフランス仕込みの暮らし術』家の光協会, 2016.6
- 『徹底してお金を使わないフランス人から学んだ本当の贅沢』主婦の友社, 2017.5

### 共著編
- 杉山信正『きずな 詩集』編. 日良居タイムス社, 1989.2
- 『パリ近郊の小さな旅 イル・ド・フランスの魅惑』宇田川悟写真. 東京書籍, 1995.10　のち講談社文庫
- 『パリ20区物語』宇田川悟写真. 東京書籍, 1996.9　のち講談社文庫
- 『パリで泊まるプチ・ホテル』宇田川悟写真 (コロナ・ブックス) 平凡社, 1998.10
- 『イル・ド・フランス :パリ近郊「印象派」の散歩道』宇田川悟写真 (旅名人ブックス) 日経BP社, 1998.6
- 『フランス田舎のプチホテル』宇田川悟写真 (旅名人ブックス・ホテル) 日経BP社, 1999.11
- 『シャンパーニュ 金色に輝くシャンパンの故郷へ』宇田川悟写真 (旅名人ブックス) 日経BP社, 1999.12
- 『パリの手わざ その場で買える職人の店』宇田川悟写真 (コロナ・ブックス) 平凡社, 1999.12
- 『フランスの田舎町 芸術家たちが愛した風景』宇田川悟写真 (旅名人ブックス)日経BP社, 2000.11
- 『フランスの田舎で出会うおいしい料理とすてきなお土産』宇田川悟写真. 角川書店, 2000.12
- 『フランスを"体験"する 熱気球、タラソテラピーから料理習得まで』時田慎也共著, 山下郁夫, 水野靖範,邸景一 写真. 日経BP社(旅名人ブックス), 2001.12
- 『モナコ公国 究極のリゾート大国 第2版』木村結子,Amiy Mori共著 (旅名人ブックス) 日経BP社, 2001.8
- 『「フランス」小さな街物語』宇田川悟写真. JTB, 2002.4
- 『パリの職人』宇田川悟写真 (角川oneテーマ21）2006.5

翻訳
- ジャン・フィリップ・コアント『異端児トルシエ』宇田川里共訳. 角川書店, 2001.12